# 名越康文
名越 康文（なこし やすふみ、1960年6月21日 - ）は、日本の精神科医、映画評論家。
専門は思春期精神医学、精神療法。高野山大学客員教授、相愛大学客員教授。妻は金子奈緒。

## 来歴
奈良県大和高田市出身。大阪星光学院中学校・高等学校、近畿大学医学部卒業。両親は薬剤師。
母親は6代続く医者の家系の長女だが、当時の女医への偏見もあり医者への道を断念。父親は医学部を目指していたものの、浪人することを親が許さなかったため薬学部に進学。そのため幼い頃から両親に「お前は医者になるんだ」と言われて育ち、職業選択の自由が無かったと話している。
中学受験時、元々は東大寺学園中学校・高等学校を目指していたが不合格になり、大阪星光学院中学校・高等学校に進んだ。
中学1年次の1学期から夏休みにかけて原因不明の発熱に襲われ40日ほど寝込んでしまい、その後なかなか勉強について行けず、同級生から言葉によるいじめを受けていた。  これによる成績不振や、東大寺学園を落ちたことが原因で、よく夫婦喧嘩の原因にもなっていた。 上記のこともあり、中学・高校は大嫌いで、月に一度は体調不良で休み、「着いたら学校が燃えていますように」と祈りながら通学していた。 中学2年次、後に親友となる安克昌と出会う。
医学部に進学したは良いものの、なかなか自分が医師になる姿を想像できず、漠然と内科の医師を目指し勉強しているうちに「自分はもしかしたらこういうことに興味がないのかも」と思うようになり、3年次と5年次に一度ずつ留年。今振り返れば当時の自分はうつ状態だったと話している。
留年中の3年生のころ悩んでいる名越を見た友人が、精神科医が行なっているアドラー心理学のオープンカウンセリングの見学に誘う。それまで精神科という存在さえ知らなかった名越はそこで、カウンセリングを受けていた暗く落ち込んだ顔をしていた女の子が一時間程度で笑顔になったのを間近で目にし、それまで医者になるかならないかを迷っていた悩みを払拭し、精神科医になることを決意した。
その後縁あって大阪大学の精神科医局に入り、大阪府立中宮病院（現：大阪府立精神医療センター）にて精神科緊急救急病棟の設立、責任者を経て、1999年に同病院を退職。引き続き臨床に携わる一方で、テレビ番組のコメンテーター、雑誌連載、映画評論、漫画分析、ゲーム実況などさまざまなメディアで活動している。

## 人物
- 小学校4年生の頃海底大戦争を見て強烈な死への恐怖を感じ「死ぬ運命にある人間が生まれてくるのはなぜか」という答えのない問いを持つようになった。そのため医学生時代は、「手術して助かってもどうせいつか死ぬのに」という考えがあり「病と戦う」や「命を救う」と言う医学の基本的な考え方に中々馴染めなかったという[2][10][11]。
- 大学時代はミュージシャンになりたいと思い、ジャズスクールでボーカルを習った。またバグワン・シュリ・ラジニーシに傾倒し、彼の弟子が着るとされる赤い服を模した服装でキャンパスを歩くこともあった[12]。この頃のラジニーシの手法による瞑想体験が、のちにヴィパッサナー瞑想などに取り組んだことにつながっているという[13]。
- 『空手バカ一代』に憧れて、高校時代は極真空手に打ち込んでいた[14]。

## 著書
- スプリット・存在をめぐるまなざし歌手と武術家と精神科医の出会い（1998年、新曜社）※カルメンマキ、甲野善紀との共著
- キャラッ8（パチ）（2004年、幻冬舎）※おちまさとプロデュース
- 危ない恋愛（2005年、光文社）
- 名越式!キャラわかり（2005年、宝島社）
- 14歳の子を持つ親たちへ（2005年、新潮社）※内田樹との共著
- 周りにあわせすぎる人たち（2005年、IBCパブリッシング）※ロブ@大月との共著
- ハッピー8（エイト）性格診断×ドラマ（2006年、朝日新聞社）※森綾との共著
- 女はギャップ（2006年、扶桑社）
- なんで子どもを殺すの?（2007年、講談社）※猪熊弘子との共著
- 未知の力を開く!（2008年、ゴマブックス）※桜井章一との共著
- ラブ・スマート（2008年、三笠書房）※解説・訳を担当
- 薄氷の踏み方（2008年、PHP研究所）※甲野善紀との共著
- オジサンって言うな!（2009年、主婦と生活社）
- なぜ私たちは「助けて」を言えないの?（2009年、メディアファクトリー）※解説を担当
- 心がフッと軽くなる「瞬間の心理学」（2010年、角川SSC新書）
- 現代人の祈り - 呪いと祝い（2010年、サンガ）※内田樹、釈徹宗との共著
- 幸せを見つける性格診断 - トリココ（2010年リイド社）
- 原発と祈り　価値観再生道場 （2011年メディアファクトリー）※内田樹、橋口いくよとの共著
- 毎日トクしている人の秘密（2012年PHP研究所）
- 辺境ラジオ （2012年140B）※内田樹、西靖との共著
- 自分を支える心の技法　対人関係を変える９つのレッスン （2012年医学書院）
- 心がスーッと晴れ渡る「感覚の心理学」 （2012年角川SSC新書）
- 本当の大人の作法　価値観再生道場 （2013年メディアファクトリー）※内田樹、橋口いくよとの共著
- 驚く力　さえない毎日から抜け出す64のヒント （2013年夜間飛行）
- 40歳からの人生を変える心の荷物を手放す技術 （2013年牧野出版）※藤井誠二との共著
- 質問です。 （2013年飛鳥新社）
- 本当の仕事の作法　価値観再生道場 （2014年KADOKAWA）※内田樹、橋口いくよとの共著
- どうせ死ぬのになぜ生きるのか（2014年、PHP研究所）
- 自分を支える心の技法（2015年、ちくま文庫）
- 「他人」の壁（2017年、SB新書）※養老孟司との共著
- SOLO TIME「ひとりぼっちこそが最強の生存戦略である」（2017年、夜間飛行）
- 「鬼滅の刃」が教えてくれた 傷ついたまま生きるためのヒント（2021年、宝島社）

## 出演テレビ番組
- ラジかるッ（日本テレビ、2006年4月 - 2009年3月）※月曜日コメンテーター
- おもいッきりPON!（日本テレビ、2009年10月5日 - 2010年3月22日） - 月曜日コメンテーター
- PON!（日本テレビ、2010年3月29日 - 2014年3月24日） - 月曜日コメンテーター
- シューイチ（日本テレビ、2011年4月 - ）コメンテーター
- Rの法則（NHK Eテレ、準レギュラー）
- ミント!（MBS、2019年4月 - ） - 「Newsミント!」火曜日コメンテーター
- こころの時代「SNSの時代に空海に導かれ〜精神科医　名越康文〜」（2024年10月27日、NHK Eテレ）[15]

## 出演ラジオ番組
- PLATOn（J-WAVE、2008年 - 2010年） - 松本素生（GOING UNDER GROUND）と共に定期的に出演
- 大沢悠里のゆうゆうワイド（TBSラジオ、2012年4月より） - Dr.名越のマジっすかクリニック（水曜）を担当
- The News Masters TOKYO（文化放送、2017年4月 - ） - 月曜日7時台のニュースマスター